# 卡拉凱特岩

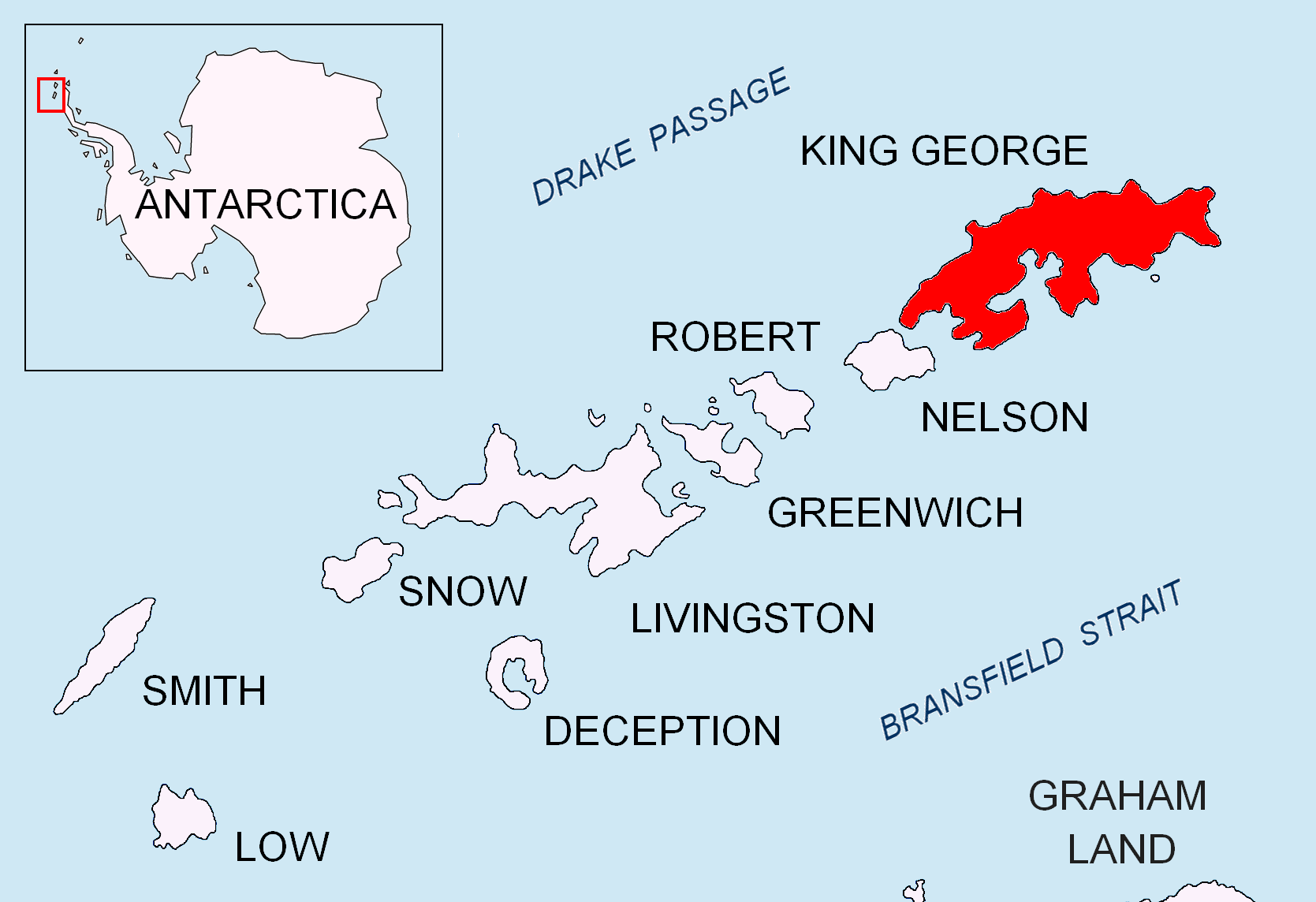

卡拉凱特岩（英語：Caraquet Rock），是南極洲的岩石，位於南設得蘭群島的喬治王島西面，處於貝爾角西南面7公里，在1960年由英國南極名稱諮詢委員會命名，現時由南極條約體系管理。